# Tuhuqi Xiang
Tuhuqi Xiang (kinesiska: 图呼其乡, 图呼其) är en socken i Kina. Den ligger i den autonoma regionen Xinjiang, i den nordvästra delen av landet, omkring 1 100 kilometer sydväst om regionhuvudstaden Ürümqi. Antalet invånare är 10 359. Befolkningen består av 5 155 kvinnor och 5 204 män. Barn under 15 år utgör 25,0 %, vuxna 15-64 år 69 %, och äldre över 65 år 4,0 %. Tuhuqi Xiang ligger vid sjön Sang Shuiku.
Genomsnittlig årsnederbörd är 100 millimeter. Den regnigaste månaden är november, med i genomsnitt 20 mm nederbörd, och den torraste är april, med 2 mm nederbörd.